# John Reinhard Dizon
John Reinhard Dizon (geboren in Brooklyn) ist ein US-amerikanischer Schriftsteller. 

## Leben
John Reinhard Dizon besuchte die Bishop Loughlin Memorial High School in Brooklyn. Er machte Rockmusik und war in den 1970er Jahren Teil der New Yorker Punk-Szene. 
In den 1980er Jahren lebte er in San Antonio (Texas) und studierte an der University of Texas at San Antonio (UTSA) mit einem Bachelor-Abschluss. Danach studierte er Englisch in Kansas City (Missouri) an der University of Missouri–Kansas City (UMKC). Dort lebt er seither als freier Schriftsteller von Romanen. 

## Werke (Auswahl)
- Tiara. 2003
- Cyclops. 2009
- Wolfsangel. 2010
- Penny Flame. 2011
- Nightcrawler. 2014